# درویش‌بقال
درویش‌بقال یکی از روستاهای استان آذربایجان شرقی است که در دهستان سیس بخش مرکزی شهرستان شبستر واقع شده‌است.
مردم این روستا به کار کشاوزی مشغول هستند محصولات این روستا میتوان به هلو و شلیل اشاره کرد 
درویش بقال قطب هلو و شلیل است و محصولات ان به کشور های دوست و همسایه از جمله عراق و روسیه صادر میشود
اکثر مردم این روستا با سواد هستند ولی پشت میز نشینی را دوست ندارند و در باغات به فکر تولید یک میوه مرغوب و ارگانیک هستند